# La Tchadienne
La Tchadienne ist seit der Unabhängigkeit 1960 die offizielle Nationalhymne des Tschad. Der Text wurde von Louis Gidrol und seiner Studentengruppe geschrieben, die Musik komponierte Paul Villard.

## Französischer Text
Peuple Tchadien, debout et à l’ouvrage!
Tu as conquis la terre et ton droit;
Ta liberté naîtra de ton courage.
Lève les yeux, l’avenir est à Toi.
O mon Pays, que Dieu te prenne en garde,
Que tes voisins admirent tes enfants.
Joyeux, pacifique, avance en chantant,
Fidèle à tes anciens te regardent.
Peuple Tchadien, debout et à l’ouvrage!
Tu as conquis la terre et ton droit;
Ta liberté naîtra de ton courage.
Lève les yeux, l’avenir est à Toi.

## Arabischer Text
| يا أناس تشاد، انهضوا وخذوا المهمة، |
| لقد استحقيتم أرضكم وكسبتم حقوقكم،  |
| حريتكم ستولد من شجاعتكم            |
| أرفعوا أعينكم، المستقبل لكم.       |
|                                    |
| يا بلادي، يحميك الله.              |
| فليعجب جيرانك بأبنائك.             |
| بفرح بأمان وتقدم كما تغني،         |
| مخلصًا لآبائك الذين يراقبونك.       |

## Deutsche Übersetzung
Tschadisches Volk aufrecht und am Werk!
Du hast die Erde und dein Recht erobert;
Deine Freiheit wird aus deinem Mut entstehen.
Öffne die Augen, die Zukunft ist dein.
O mein Land, wie Gott dich behütet,
Dass deine Nachbarn deine Kinder bewundern.
Fröhlich, friedlich, komme singend voran,
Treu schauen deine Alten dich an.
Tschadisches Volk aufrecht und am Werk!
Du hast die Erde und dein Recht erobert;
Deine Freiheit wird aus deinem Mut entstehen.
Öffne die Augen, die Zukunft ist dein.